# Leonardo D'Addabbo
Leonardo D'Addabbo (Sammichele di Bari, 12 marzo 1893 – Bari, 1959) è stato un bibliotecario e politico italiano.

## Biografia
«Fascista di purissima fede e onesto», fu interventista e combatté nella prima guerra mondiale come tenente poi promosso a capitano di fanteria e poi degli arditi, riportando gravi ferite che gli valsero tre medaglie d'argento al valor militare. Ne guadagnò poi anche una di bronzo nel corso della seconda guerra mondiale, cui partecipò col grado di maggiore.
Laureato in filosofia all'Università di Napoli nel 1921 e insegnante, entrò nel novembre 1922 nel Partito fascista raggiungendo cariche di un certo rilievo: segretario federale di Bari dal 1924 al 1929, commissario delle federazioni di Catania (1927) e Catanzaro (1929-1930) e reggente di quella di Messina (1930), membro del Direttorio nazionale (1930-1931). Nel 1929 fu eletto alla Camera dei deputati.
Dal 1925 diresse la Biblioteca consorziale Sagarriga Visconti Volpi di Bari (l'attuale Biblioteca nazionale); la lasciò nella primavera 1943 per la nomina a podestà. 
Dopo la caduta del fascismo fu denunciato e ricercato come gerarca, si nascose per qualche tempo e venne infine assolto nel 1946. Successivamente tornò a dirigere la Biblioteca nazionale di Bari, dall'inizio del 1951 e fino al collocamento a riposo (1º giugno 1958). Nel 1957 ricevette la medaglia d'oro del Ministero della pubblica istruzione.